# Hans Carl Artmann
Hans Carl Artmann (Viena, 12 de junio de 1921-Ibídem, 4 de diciembre de 2000) fue un escritor, poeta y traductor austríaco. Produjo algunos de sus escritos en el dialecto vienés del alemán, habiendo sido un gran defensor del uso de dicho dialecto. Fue uno de los fundadores del grupo literario llamado Grupo de Viena.

## Biografía
Hans Carl Artmann era hijo del zapatero Johann Artmann y Marie Schneider y creció y estudió en su ciudad natal, llegando a trabajar en una oficina como aprendiz durante tres años antes de la Segunda Guerra Mundial. En 1940, como todos los jóvenes austríacos de su generación, fue llamado a filas por el ejército alemán  para participar en dicha guerra, siendo enviado al frente del este. Desertó dos veces del servicio, la primera de ellas en 1942. Tras ser capturado, fue condenado a 12 años de prisión y enviado a un batallón de castigo. Desertó por segunda vez en 1944, cuando estaba luchando en Alsacia, en esta sí consiguió escaparse y regresar a Viena, donde permaneció escondido hasta el final del conflicto bélico. Tras el fin de la contienda fue hecho prisionero por los aliados, siendo liberado pocos años después. Al final de la década de los 40 ya publicaba sus primeros poemas en la revista Neue Wege.
En el año 1972 se casó con la escritora Rosa Pock y se trasladó a residir a Salzburgo, donde vivió hasta el año 1995, en el que regresó a su Viena natal.

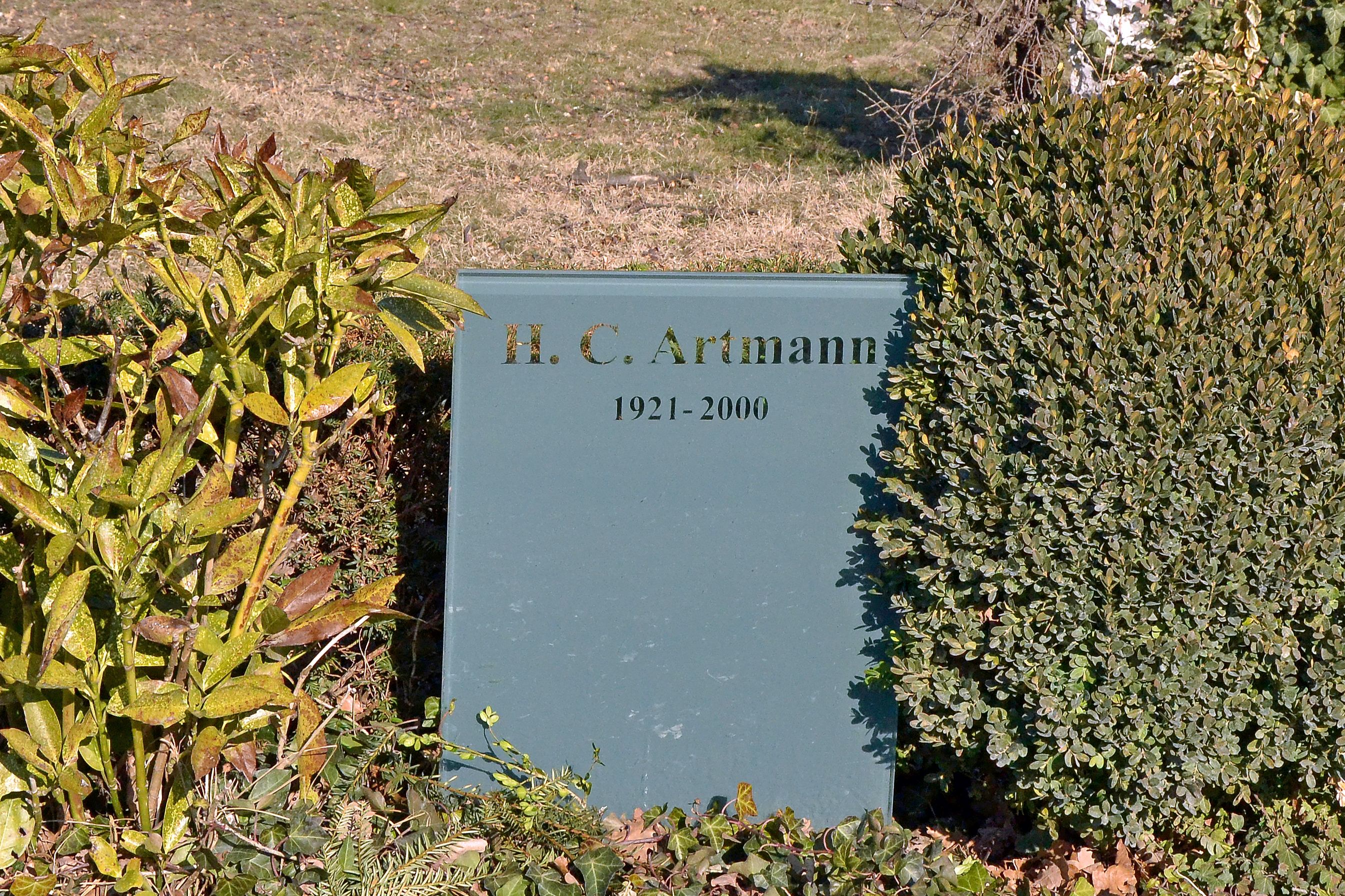
Tumba de Artmann en el cementerio vienés de Simmering

La ciudad de Viena adquirió su legado literario y en el año 2004 estableció en su honor el premio Hans Carl Artmann. 
Desde 2008 la ciudad de Salzburgo y la casa de la literatura de esta ciudad (ubicada en la plaza H. C. Artmann, donde también se encuentra el Hans Carl Café), conceden la beca H. C. Artmann («H. C. Stipendium»).
Desde el año 2016 existe una placa en el número 43 de la calle Kienmayergasse de Viena en recuerdo de Artmann.

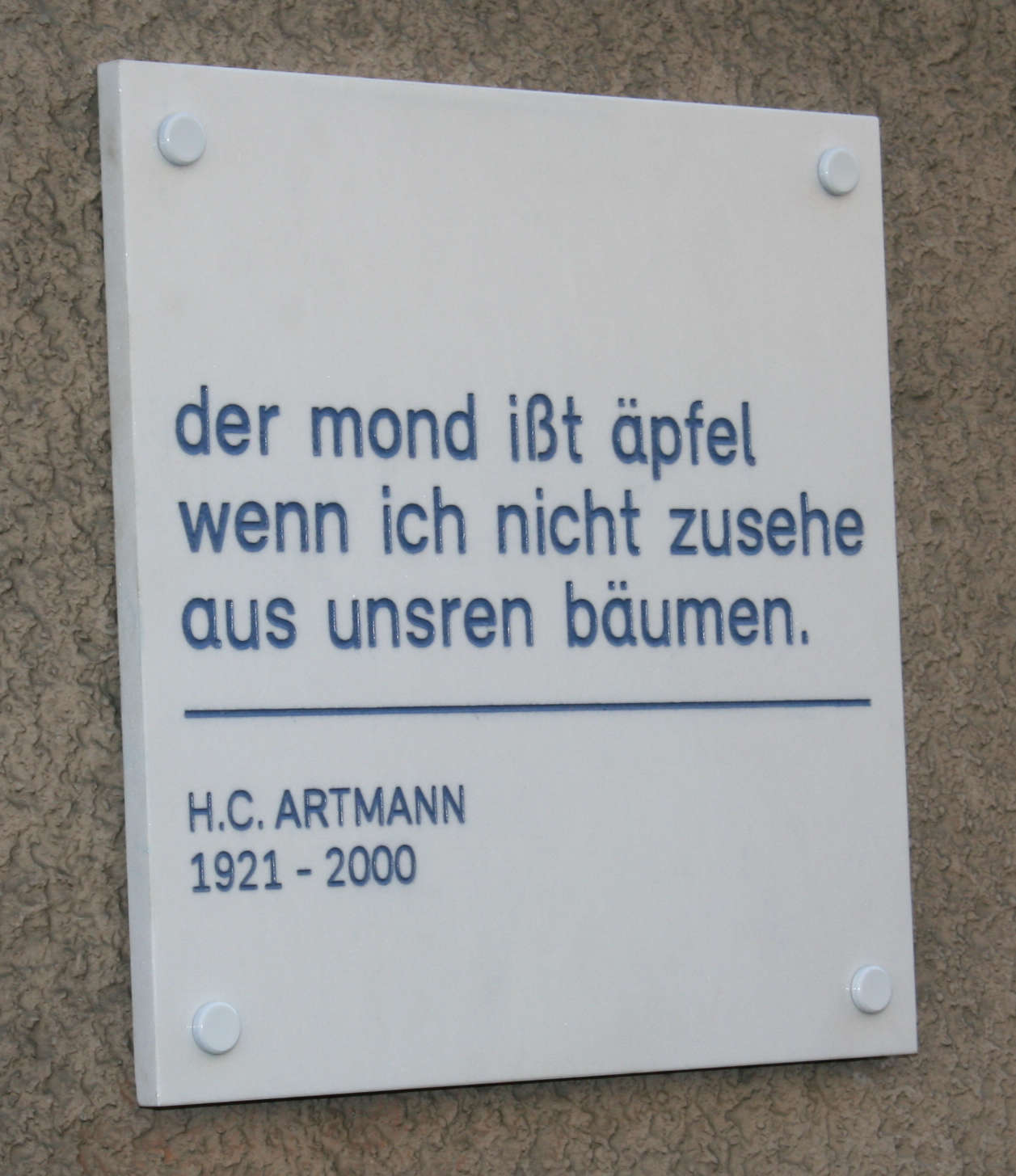
Placa en recuerdo de H. C. Artmann en el número 43 de la calle Kienmayergasse de Viena.

## Obra
Artmann comenzó a publicar sus textos en el año 1947, tanto en programas de radio como en la revista Neue Wege. Desde 1952 trabajó en colaboración con Gerhard Rühm, Konrad Bayer, Friedrich Achleitner y Oswald Wiener, conformando el que llamaron Grupo de Viena («Wiener Gruppe»), del que se distanció en el año 1958.
Su primer gran éxito le llegó en 1958 y precisamente gracias a una obra poética escrita en dialecto vienés: med ana schwoazzn dintn, aunque la mayor parte de su obra está escrita en alemán estándar.
El tono de sus escritos y el juego con el idioma está influido por el surrealismo y el dadaísmo.
Como teórico, en 1953 publicó su obra “’Declaración de ocho puntos sobre el acto poético” (‘’Acht-Punkte-Proklamation des poetischen Actes“), en la cual exponía que alguien puede ser escritor sin haber dicho ni escrito nunca una sola palabra “dass man Dichter sein kann, ohne auch irgendjemals ein Wort geschrieben oder gesprochen zu haben“.
Desde el año 1954 realizó Hans Artmann numerosos viajes por todo Europa, residiendo entre 1961y 1965 en Estocolmo (Suecia), posteriormente en Berlín, y finalmente en Salzburgo, junto a su esposa, la escritora Rosa Pock. 
Fue presidente y miembro fundador del Grazer Autorenversammlung, del que se desligó en 1978.

## Trabajos como traductor
Artmann tradujo obras del inglés al alemán, principalmente de los escritores H. P. Lovecraft y Cyril Tourneur, pero también hizo traducciones al dialecto vienés, como es el caso de la poesía de François Villon, e incluso fue el encargado de la edición en este dialecto de un capítulo de Asterix (Asterix oes Legionäa) en 1999.

## Premios (selección)
- 1974. Premio Estado Austríaco. Großen Österreichischen Staatspreis
- 1977. Premio literario de la ciudad de Viena
- 1989: Premio Franz-Nabl
- 1991. Premio literario de la ciudad de Salzburgo
- 1991. Doctor honoris causa por la Universidad de Salzburgo (Austria)
- 1997. Premio Georg Büchner.
- 1999: Premio literario del Land de Steiermark